# Colegio Nacional Iquitos
Asociación Deportiva Colegio Nacional de Iquitos is een Peruviaanse voetbalclub uit Iquitos. De club werd opgericht op 20 mei 1926. De thuiswedstrijden worden in het Estadio Max Augustín gespeeld, dat plaats biedt aan 24.000 toeschouwers. De clubkleuren zijn wit-rood.